# 에르미트 항등식
에르미트 항등식이란 샤를 에르미트가 만든 항등식으로 임의의 실수 {\displaystyle x}와 양의 정수 {\displaystyle n}에 대하여 항상 성립하는 항등식이다. 이는 다음과 같다.
{\displaystyle \sum _{k=0}^{n-1}\left[x+{\frac {k}{n}}\right]=[x]+\left[x+{\frac {1}{n}}\right]+\left[x+{\frac {2}{n}}\right]+\cdots +\left[x+{\frac {n-1}{n}}\right]=[nx]}
(단, {\displaystyle [x]}는 가우스 기호이다. 이는 {\displaystyle x}를 넘지 않는 최대의 정수이다.)

## 증명
[증명 1-대수(해석)적 증명법] 
{\displaystyle f(x)=[x]+\left[x+{\frac {1}{n}}\right]+\left[x+{\frac {2}{n}}\right]+\cdots +\left[x+{\frac {n-1}{n}}\right]-[nx]}라고 가정하자.
그러므로, {\displaystyle f(x)=0}임을 증명하면 된다.
{\displaystyle x=x+{\frac {1}{n}}}를 대입해 주면,
{\displaystyle f\left(x+{\frac {1}{n}}\right)=\left[x+{\frac {1}{n}}\right]+\left[x+{\frac {2}{n}}\right]+\cdots +\left[x+1\right]-[nx+1]=\left[x+{\frac {1}{n}}\right]+\left[x+{\frac {2}{n}}\right]+\cdots +\left[x\right]+1-[nx]-1=f(x)}
가 된다.
즉, {\displaystyle f(x)}은 주기가 {\displaystyle {\frac {1}{n}}}인 주기함수가 된다.
(추가로 {\displaystyle f(x)=f(x+p)}일 때 {\displaystyle f(x)}는 주기가 {\displaystyle p}인 함수이다.)
그러므로 {\displaystyle 0\leq x<{\frac {1}{n}}}인 {\displaystyle x}에 대하여 {\displaystyle f(x)=0}임을 증명하면 되는 것이다.
{\displaystyle 0\leq x<{\frac {1}{n}},[x]=0}
{\displaystyle 0\leq x+{\frac {1}{n}}<{\frac {2}{n}},\left[x+{\frac {1}{n}}\right]=0}
.
.
.
{\displaystyle 0\leq x+{\frac {n-1}{n}}<1,\left[x+{\frac {n-1}{n}}\right]=0}
{\displaystyle 0\leq nx<1,[nx]=0}
위의 식을 다 더하면 {\displaystyle f(x)=0}.
따라서 에르미트 항등식은 성립한다.
[증명2-정수적 증명(바닥함수의 정의 이용)]
{\displaystyle x=m+\alpha }라고 가정하자. (단, {\displaystyle m}은 정수, {\displaystyle 0\leq \alpha <1}이다.)
{\displaystyle [x]=[m+\alpha ]=m,[x+1]=[m+\alpha ]+1=m+1}임을 알 수 있다.
이때, {\displaystyle [x]=\left[x+{\frac {1}{n}}\right]=\left[x+{\frac {2}{n}}\right]=\cdots =\left[x+{\frac {i-1}{n}}\right]=m},
{\displaystyle \left[x+{\frac {i}{n}}\right]=\left[x+{\frac {i+1}{n}}\right]=\left[x+{\frac {i+2}{n}}\right]=\cdots =\left[x+{\frac {n-1}{n}}\right]=m+1}이 성립한다고 가정하면,
{\displaystyle \sum _{k=0}^{n-1}\left[x+{\frac {k}{n}}\right]=n[x]+n-i}가 성립한다. ({\displaystyle i}는 자연수)
또한, 두 부등식 {\displaystyle \alpha +{\frac {i-1}{n}}<1}, {\displaystyle \alpha +{\frac {i}{n}}\geq 1}을 연립하여 정리하면,
{\displaystyle n-i\leq n\alpha <n-i+1}이 되고 양변에 {\displaystyle n[x]}를 더해 주면,
{\displaystyle n[x]+n-i\leq n[x]+n\alpha <n[x]+n-i+1}이 되고, {\displaystyle x=m+\alpha } 이므로,
{\displaystyle n[x]+n-i\leq nx<n[x]+n-i+1}이다.
따라서 {\displaystyle [nx]=n[x]+n-i=\sum _{k=0}^{n-1}\left[x+{\frac {k}{n}}\right]}이므로,
{\displaystyle \sum _{k=0}^{n-1}\left[x+{\frac {k}{n}}\right]=[x]+\left[x+{\frac {1}{n}}\right]+\left[x+{\frac {2}{n}}\right]+\cdots +\left[x+{\frac {n-1}{n}}\right]=[nx]}
이로써 에르미트 항등식이 성립함을 알 수 있다.